# تایلر دورسی
تایلر دورسی (انگلیسی: Tyler Dorsey؛ زادهٔ ۱۸ فوریهٔ ۱۹۹۶) بازیکن بسکتبال اهل ایالات متحده آمریکا است.

## حرفه
از باشگاه‌هایی که در آن بازی کرده‌است می‌توان به بسکتبال مردان اورگن داکس اشاره کرد.